# Météorite d'Aioun el Atrouss
La météorite d'Aioun el Atrouss est une météorite dont la chute a été observée le 17 avril 1974 à une quarantaine de kilomètres au sud de la localité d'Ayoun el-Atrouss, dans la région de Hodh El Gharbi au sud de la Mauritanie.